# سي أمون
سي أمون هو الفرعون السادس في مصر القديمة خلال فترة حكم الأسرة المصرية الحادية والعشرون.